# Кэннон, Фредди
Фредди Кэннон (Freddy Cannon, полное имя: Фредерик Энтони Пикариэлло-младший, Frederick Anthony Picariello Jr.; род. 4 декабря 1939) — американский певец, исполнитель раннего рок-н-ролла, известность которому принесли хиты «Tallahassee Lassie», «Way Down Yonder In New Orleans», «Palisades Park». Фредди Кэннон (согласно Allmusic), в отличие от многих пионеров жанра, изменивших его основным принципам, был и остался «истинно верующим рокером до мозга костей».

## Дискография

### Альбомы
- The Explosive Freddy Cannon (1960, Swan 502) — UK #1
- Freddy Cannon’s Solid Gold Hits (1961, Swan 505)
- Freddy Cannon Sings Happy Shades of Blue (1962, Swan 504)
- Palisades Park (1962, Swan 507)
- Freddy Cannon Steps Out (1963, Swan 511)
- Freddy Cannon (1963, Warner Bros. Records W 1544)
- Action (1965, Warner Bros. Records W 1612)
- Freddy Cannon’s Greatest Hits (1964, Warner Bros. Records W 1628)
- Have A Boom Boom Christmas!! (2002, Gotham)